# André Montagard
André Montagard, né le 14 août 1887 dans le 4e arrondissement de Paris et mort le 28 février 1963 en Avignon, est un auteur-compositeur français.
Il est connu en particulier pour avoir écrit en 1941 les paroles du chant Maréchal, nous voilà !, hymne officieux du régime de Vichy. Il en a également co-signé la musique avec Charles Courtioux.

## Biographie
Il devient sociétaire définitif à la SACEM le 2 février 1920.
Durant la Seconde guerre mondiale, il est l'auteur de chansons collaborationnistes.

## Œuvres

### Auteur-compositeur
- Maréchal, nous voilà ! (co-composé avec Charles Courtioux), 1941[4]
- La France de demain (co-composé avec Charles Courtioux), 1941[5]
- Une partie de pétanque (co-composé avec Léo Nègre) ; enregistrée en 1937 par Darcelys[6] et reprise en 1980 par Brassens[7]
- Un pastis bien frais, devenu Un Ricard bien frais (Montagard - Marbot) ; chanson publicitaire enregistrée par Darcelys[8],[9].

### Auteur
- Si ma blonde était brune (musique de Fred Melé) ; enregistrée par Georgel[10]
- Camargue ; album de poèmes[11]

### Autres œuvres
- Geisha Cha Cha (Montagard - Paul Piot)

## Décoration
Ordre de la Francisque.